# فیات چی‌اره.۳۲
فیات چی‌اِرّه. ۳۲ (به ایتالیایی: Fiat CR.32) یک هواگرد جنگنده دوباله تک‌موتوره ساخت شرکت فیات در ایتالیا بود که در جنگ داخلی اسپانیا و جنگ جهانی دوم به‌کارگرفته شد. این هواگرد با ویژگی‌های عملکردی خوب، به صورت گسترده به دیگر کشورها صادر شد.

## مشخصات فنی
فیات چی‌اره. ۳۲:
مشخصات عمومی
- خدمه: ۱ نفر
- طول: ۷٫۵ متر
- طول بال: ۹٫۵ متر
- نیرومحرکه: یک موتور فیات آ.۳۰ اِر. آ. وی-۱۲: ۶۰۰ اسب بخار

عملکرد
- حداکثر سرعت: ۳۷۵ کیلومتر بر ساعت

تسلیحات
- دو مسلسل